# Vincolo (urbanistica)
Si definiscono vincoli le limitazioni alla libera utilizzazione di una proprietà privata. In ambito urbanistico questi vincoli possono spaziare dalla semplice limitazione dello ius aedificandi alla completa espropriazione del bene da destinare a funzioni di pubblico interesse.

## In Italia
(Articolo 42 della Costituzione della Repubblica Italiana)
Riguardo alle cause che determinano la possibilità di vincolare un bene è possibile distinguere i vincoli in due tipologie: ricognitivi e urbanistici. È possibile, inoltre, distinguere i vincoli in ulteriori due categorie: vincoli conformativi ed espropriativi. I primi si hanno quando le limitazioni riguardano i modi di godimento e utilizzazione del bene. In questi casi la proprietà del bene è ancora del privato quindi questo genere di vincoli non prevedono il pagamento di alcun genere di indennità. I vincoli espropriativi prevedono il passaggio forzato del diritto di proprietà dal privato cittadino allo Stato a seguito di un adeguato indennizzo.

### Vincoli ricognitivi
I vincoli ricognitivi nascono dal riconoscimento di un valore o di un rischio attraverso un'azione di verifica. Sono vincoli ope legis, vale a dire riconosciuti a norma di legge e, per questo, non riconoscono l'indennizzo e hanno validità illimitata. Le aree vincolate si possono riassumere con le seguenti disposizioni normative:
- R.D.L. n.3267 del 1923: aree sottoposte a vincolo per scopi idrogeologici.
- R.D.L. n.1089 del 1939: tutela delle cose, immobili e mobili, d'interesse artistico, storico, archeologico ed etnografico.
- R.D.L. n.1497 del 1939: protezione delle bellezze naturali.
- D. Lgs 96/2005 art. 707 Codice della Navigazione: vincoli aeroportuali
- L. 431 del 1985 (Legge Galasso): tutela delle aree di particolare interesse ambientale. Questa disposizione comprende:
  - aree costiere comprese in una fascia della profondità di 300 metri dalla linea di battigia;
  - aree lacustri comprese in una fascia della profondità di 300 metri dalla linea di battigia;
  - fiumi, torrenti e corsi d'acqua, già incluse nel R.D.L. n.1775 del 1933, e relative sponde per una fascia di 150 metri;
  - aree alpine con altitudine superiore ai 1600 metri;
  - aree appenniniche con altitudine superiore ai 1200 metri;
  - ghiacciai;
  - parchi e riserve naturali;
  - aree boschive e forestali;
  - aree assegnate alle università agrarie o gravate da usi civici;
  - zone umide, già incluse nel D.P.R. n.448 del 1976;
  - vulcani;
  - aree d'interesse archeologico;

### Vincoli urbanistici
Si definiscono così i vincoli imposti dal Piano Regolatore Generale, di stesura comunale. Vengono definiti anche ablativi perché limitano il godimento di una proprietà e intervengono attraverso l'esproprio e l'indennizzo, sottintendendo la dichiarazione di pubblica utilità di un'opera. Come previsto dal D.P.R. n.327 del 2001, hanno durata di 5 anni, reiterabili. Alla decadenza del vincolo, l'area interessata si intende "senza destinazione urbanistica", generalmente detta area bianca.